# Андерсон, Стивен Милберн
Андерсон Стивен Милберн ( англ. Stephen Milburn Anderson; 13 мая 1947 — 1 мая 2015) — американский режиссёр, продюсер и сценарист. Он написал сценарий и снял восемь фильмов. Самой известной его работой является фильм «Против течения» продюсера Оливера Стоуна, выпущенный кинокомпанией «Warner Bros.» в 1992 году. Также популярностью пользовался фильм "Большие деньги" с Шоном Бином и Крисом Хемсвортом в главных ролях.

## Биография
Андерсон получил степень бакалавра в производстве кинофильмов и американской литературы в Университете Нью-Мексико. После этого получил степень магистра в производстве кинофильмов в Калифорнийском университете в Лос-Анджелесе.
Первый большой успех пришёл к Андерсону в 1988 году, когда работа "Мужской гетеросексуальный танцклуб Рэя", продюсером которой он являлся, стала лауреатом премии «Оскар» в номинации «Лучший игровой короткометражный фильм». Короткометражный фильм Андерсона «Hearts of Stone» (1989) был номинирован на премию «Золотой Хьюго» на Международном кинофестивале в Чикаго и показан на кинофестивале «Сандэнс», где и привлёк внимание Оливера Стоуна. Впоследствии они сотрудничали при работе над дебютным для Андерсона в роли сценариста и режиссёра фильмом «Против течения», который получил широкое признание критиков. В частности, журнал New Yorker назвал фильм одним из лучших независимых фильмов года. Мильбурн дал старт серьёзной карьере Криса Хемсворта, сняв его в 2010 году в фильме «Большие деньги».
Андерсон умер от рака горла 1 мая 2015 года в Денвере, штат Колорадо, в возрасте 67 лет. Его жена Мэри Ло Вейр, художник по костюмам, с которой он прожил более тридцати лет, пережила его.